# 鈴木表朔 (三代)
三代目 鈴木表朔（さんだいめ すずき ひょうさく、1932（昭和7）年 - 2013（平成25）年は、京都を代表する漆芸家。伝統的な器物や茶道具類を制作する一方で、透明なアクリル樹脂に不透明な漆を塗り重ね、異なる素材の特性を活かした漆塗の新たな可能性を追求した。本名は鈴木雅也（すずき まさや）。

## 略歴
鈴木貞次（二代表朔）の長男として京都市に生まれた。祖父の初代表朔（1874-1943年）、父の二代表朔（1905-1991年）と続く京塗師 表派（ひょうは）の系統であり、幼い頃から父に塗りの基本を学んだ。1944（昭和19）年に京都市立日吉ヶ丘高等学校（現、京都市立銅駝美術工芸高等学校）漆工科に入学し、卒業制作では第1席（学校賞）を受賞。1950（昭和25）年に同校を卒業後、東京芸術大学美術学部に入学した。漆芸科では松田権六、六角大穣らの指導を受け、伝統的な塗りとは異なる表現を学ぶ。1953（昭和28）年、卒業制作を第9回日展に出品し初入選を果たす。さらに同大学の専攻科に進み、1954（昭和29）年卒業後、日本現代工芸美術展、日展などの展覧会に出品し、数多くの入選を果たす。
1968（昭和43）年には、漆の新たな可能性を目指し、京都にて伊藤祐司、服部俊夫（服部峻昇）らとともに若手の漆芸作家8名による前衛的・進歩的・造形的な漆芸グループ「フォルメ」を結成し、積極的な創作に取り組む。
氏の主な作品は、透明なアクリル樹脂の胎に不透明な漆を塗り重ね、両方の素材の特性を活かしたもので、新素材による斬新な視覚効果をねらった漆造形は光を通し光と色を複雑に屈折させ、かつは反射するアクリルの諸効果が照明の仕方や見る角度によって千差万別の面白さを生じさせると高く評価された。
女性の裸体からインスピレーションを得た抽象的な造形作品は、1970年後半から次第に自然を題材にした具象的な作品へと変化し、古典的な題材を現代の感性で再解釈し新たな表現を追求した。明るい色調の彩漆を何度も塗り重ねた上に、蒔絵、螺鈿を組み合わせ、光や波、咲き誇る花々などを大胆にデザインした作品を制作。
1988（昭和63）年には、京都府立文化博物館の新築にあたり、歴史展示室の造形演出作品の企画および制作を担当。また1993（平成5）年の第3回日工会展と、2011（平成23）年の第43回日展で内閣総理大臣賞を受賞している。晩年は、直線的な鋭い形状に女性の眼差しや手爪を施した男性性と女性性が融合した作品を残した。
氏は生涯の仕事として漆芸の道を選択した理由を、『ともすれば重い伝統に倚りかかろうとする漆芸を、真に現代の工芸として私なりに花咲かせたいと希ったから』と、作品集『繚乱の漆芸』（1989年、ふたば書房）のあとがきに寄せている。一方で棗や香合などの伝統的な器物や道具類の制作も続けた。氏は日展参与、日工会代表、京都工芸美術作家協会理事長などを務め、後進の育成にも尽力した。
作品はヴィクトリア&アルバート美術館（ロンドン・イギリス）やシアトル美術館、フィラデルフィア美術館、デンバー美術館（以上アメリカ）など海外でも多く所蔵されている。

### 漆歴
1953（昭和28）年「こでまり草の図・棚」 第9回日展 初入選
1956（昭和31）年「建築と工芸グループ」結成
1964（昭和39）年　第3回日本現代工芸美術近畿展 京都府知事賞受賞
1965（昭和40）年　京都府ギャラリーにて個展開催
1966（昭和41）年　京展 市長賞受賞
1968（昭和43）年　漆芸グループ「フォルメ」結成
1972（昭和47）年「オブジェ 連鎖するかたち」第11回日本現代工芸美術展 現代工芸賞受賞
1973（昭和48）年「オブジェ 連鎖するかたち」第5回日展 特選受賞
1974（昭和49）年より京展審査員を務める（1980（昭和55）年、1983（昭和58）年、1991（平成3）年、1996（平成8）年 ）
1977（昭和52）年「森の函」明日をひらく日本新工芸展 箱根彫刻の森美術館賞受賞
　　　　　　　　　  京都 朝日画廊にて個展開催
1979（昭和54）年　京都市芸術新人賞受賞
1982（昭和57）年　京都高島屋にて個展開催
1983（昭和58）年、より日展審査員を務める（1986（昭和61）年、1991（平成3）年、1997（平成9）年、2010（平成22年）
1988（昭和63）年　京都府立文化博物館　歴史展示室の造形演出作品の企画・制作を担当
1989（平成元）年　作品集「繚乱の漆芸」（ふたば書房）出版
1990（平成2）年 - 1991（平成3）年　朝日クラフト展審査員を務める
1991（平成3）年より日工会展審査員、日展評議員を務める
1992（平成4）年　三代表朔 襲名
1993（平成5）年「透胎 こすもすのはこ」第3回日工会展 内閣総理大臣賞受賞
　　　　　　　　   圓山記念日本工藝美術館にて「繚乱の漆芸・鈴木雅也の世界展」開催
1995（平成7）年　東京高島屋・京都高島屋にて個展「繚乱の漆芸展」開催
　　　　　　　　    NHK総合テレビ・土曜 美の朝に出演／漆 光に舞う
1996（平成8）年　京都府文化賞功労賞受賞
1998（平成10）年　京都市芸術功労賞受賞
2002（平成14）年 - 2008（平成20）年　京都府工芸美術作家協会理事長を務める
2003（平成15）年　東京高島屋・京都高島屋にて個展「今様の風・漆芸展」開催
2011（平成23）年　「函・風光る」第43回日展 内閣総理大臣賞受賞
2020（令和2）年　京都市京セラ美術館開館記念展『京都の美術 250年の夢』展示会にて「時と光の中に」展示

### 所蔵先
東京国立近代美術館、京都国立近代美術館、京都市美術館（現 京都市京セラ美術館）、京都府京都文化博物館、圓山記念・日本工藝美術館（姫路）、広島市立大学・芸術資料館、豊田町香りの博物館（愛知）、ヴィクトリア&アルバート美術館（ロンドン・イギリス）、ジョンソン・アートコレクション、シアトル美術館、フィラデルフィア美術館、デンバー美術館（以上アメリカ）

### 主な作品
オブジェ 連鎖する形（1973年作）（東京国立近代美術館）森の函（1977年作）（京都国立近代美術館）時と光の中に（1978年作）（京都市京セラ美術館）
透胎 こすもすのはこ（1993年作）（第3回日工会展 内閣総理大臣賞）
函・風光る（2011年作）（第43回日展 内閣総理大臣賞）

#### 海外所蔵品
萌えいづる函（1978年作）（ヴィクトリア＆アルバート美術館）
潮騒の函（1998年作）（シアトル美術館）
棗（2004年作）（フィラデルフィア美術館）
とるこききょうのはこ（1995年作）（デンバー美術館）